# Герб Носівки
Герб Носівки — офіційний символ міста Носівка. Затверджений 17 травня 2019 року рішенням № 15/53/VІІ п'ятдесят третьої сесії сьомого скликання міської ради.
Основою  герба є геральдичний  щит іспанської форми закруглений  нижньою частиною. Щит обрамлений малиновою каймою вписаний у золотий картуш, утворений кетягами калини, дубовим листям, колосками пшениці. Колос – символ єдності, родючості, повноти життя та його майбутнього перетворення , калина - символ українського роду, кольору крові та безсмертя роду, дубові  листки характеризують міць, силу дубів. Щит увінчується стилізованою мурованою короною у вигляді літери «Н», що підкреслює добробут та достаток.
Головний колір герба: синій- символізує щирість, вірність, відданість, честь, благородство, духовність, чисте небо та воду, бездоганність, молодість, і життєвий ріст.
На синьому полі щита зображено млин, Носівщина завжди славилась родючими землями для зернових. Хліборобська праця була й залишається домінуючою для більшості населення, що працює в громаді.

## Історія
Попередній герб Носівки затверджено Рішенням 9-ї сесії районної Ради 22-го скликання від 3 березня 1997 року.
«У лазуровому полі хрест, поставлений на півмісяць».

## Галерея

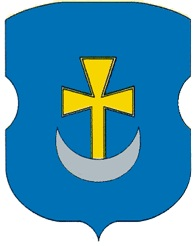
Герб Носівки (1769)
Герб Носівки
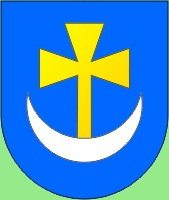
Герб Носівки з 1997 до 2011 р.